# Yavana
Yavana o Yona (en sànscrit) eren els grecs establerts al Regne Indogrec. Tanmateix fou una comunitat de la mitologia hindú agrupats als països occidentals del subcontinent junt als sindhus, madres, kekeyes, gandhares i kamboges segons el Mahabharata.
Els yavanes van ser descrits vivint més enllà de Gandhara. Hi va haver un altre país esmentat en l'èpica com Parama Yona, a l'extrem oest de Yavana. Aquesta podria ser la Jònia de Grècia, d'alguna manera relacionat amb jonis indis o yavanes. Yavana nom podria ser la forma sànscrita del nom Jònia. Yavanes, saces, pahlaves i hunes van ser esmentats de vegades com mlechhas. De vegades, juntament amb ells, es van incloure als madres, kamboges, kekeyes, sindhus i gandhares. Aquest nom s'utilitza per indicar les seves diferències culturals amb la cultura vèdica que predominava en els regnes de Kuru i Panchala, al nord de l'Índia (sud de l'Himalaia).
La societat vèdica reconeixia les seves habilitats ordinàries addicionals, però els va mantenir com pàries. Un compte en l'èpica representa els yavanes com els descendents de Turvusu, un dels fills maleïts de rei Yayati. Només la línia del cinquè fill Puru era considerat com successor del tron de Yayati, ja que aquest va maleir als altres quatre fills i els va negar la reialesa. Pauraves va heretar l'imperi original de Yayati i es va quedar a la plana gangètica que més tard va crear el regne de Kuru i el de Panchala. Eren els seguidors de la cultura vèdica pròpia.
Entre les tribus del nord i l'oest s'esmenten els mlecchas i krures, els yavanes, els xines, els kamboges, els darunes, i moltes tribus mleccha; sukritvahes, kulatthes, hunes, parasikes, ramanes i dasamalikes. Aquests països són, a més, les residències de molts kshatriyes, vaisyes, i les tribus sudres. D'altra banda hi havia els sudres-abhires, els dardes, els kasmires, els pattis, els khasires, els atreyes, els bharadwajas, etc. Segons el Mahabharata el rei Yayati de la Dinastia Lunar, va tenir 5 fills, tots els quals es van convertir en els fundadors de moltes dinasties reials. Els fills de Yadu es coneixen amb el nom dels yadaves: mentre que els de Turvasu s'han anomenat els yavanes; els fills de Drahyu foren els bhoges, mentre que els d'Anu foren els mlecchas. La progènie de Puru foren els pauraves. Els yadaves es van fer forts al centre de l'Índia. Els pauraves (els regnes de Kuru i Panchala derivaven d'aquesta raça) es van fer forts al nord de l'Índia. Els fills de Anu també se'ls deia anaves, es creu que foren les tribus iranianes, que estaven agrupats sota el nom general de mlecchas. Els yavanes juntament amb els anaves es van establir en les regions més occidentals.
No és clar si els bhoges esmentats aquí representen el Bhoja-Yadava, una sub-secta dels yadaves. No obstant això el Mahabharata esmenta un rei anomenat Kunti-Bhoja (rei de Kunti i pare adoptiu de la mare dels Pandaves de Kunti) i una ciutat anomenada Bhojakata a Vidarbha. Hi ha altres diverses mencions al Mahabharata però que resulta difícil interpretar i situar en un context històric clar.